# Sandégué
 (juillet 2024).
 (décembre 2016).
Sandégué est une localité du nord-est de la Côte d'Ivoire et appartenant au département de Sandégué, dans la région du Zanzan. La localité de Sandégué est un chef-lieu de commune. Le maire de la commune est Drissa Ouattara depuis 1995.

## Géographie
La ville de Sandégué est située à 100 km de Bondoukou et 50 km de Tanda. Elle est la capitale du département. Le département compte 36 villages et plusieurs campements en expansion. On y trouve des Koulango (majoritaires), des Agni, et des Djimini ou Dioula. On y trouve aussi des Lobi mais ils sont généralement des nomades. La ville de Sandégué est traversée sur toute sa longitude par un bas-fonds[Quoi ?]. La population est en majorité des agriculteurs, la culture principale étant l'igname (vivrière) et la noix de cajou (industrielle). L'ensemble des villages du département est appelé le Barabo ou Bagaribo. Les grandes familles qu'on y trouve sont les Ouattara (qui sont majoritaires) et les Kamagate.

## Société

### Sport
La localité dispose d'un club de football, le Yogoman Sport, qui évolue en championnat de division régionale, soit la 4e division.

### Religion
La population de Sandégué est majoritairement musulmane, bien qu'une minorité de chrétiens issus des allogènes y vit également, généralement les fonctionnaires de l'administration qui y sont affectés. La paroisse catholique Saint-Joseph y est créée en 1990. La ville dispose d'une mosquée principale et de quatre petites mosquées.
| Village            | Ethnie            |
| ------------------ | ----------------- |
| Gnagbesso          | Koulango          |
| Diehinzue          | Koulango          |
| Gbangourouma       | Koulango          |
| Kobenangale        | Koulango          |
| Massadougou        | Dioula            |
| Awahikro           | Dioula            |
| Tokanga            | Koulango          |
| Dariwale           | Koulango          |
| Konrodougou        | Koulango          |
| Logotan            | Koulango          |
| Dimandougou        | Koulango          |
| Ayekato            | Koulango et lobi  |
| Bromankoto         | Koulango et lobi  |
| Kamele             | Agnis et dioula   |
| Kouakoukankro      | Agnis             |
| Kimansi            | Koulango          |
| Teko               | Agnis et koulango |
| Yorobodi           | Agnis             |
| Sanlo              | Agnis et dioula   |
| Sanguéhi           | Dioula            |
| Talagnini-Sokoura  | Dioula            |
| Bandakagni-Sokoura | Dioula            |
| Daridougou         | Koulango          |
| Pala               | Koulango          |
| Talagnini-Tomora   | Dioula            |
| Logonde            | Koulango          |
| Bandakagni-Tomora  | Dioula            |
| Ditoudougou        | Koulango          |
| Namassi            | Koulango          |
| Kouadiokoto        | Agnis et koulango |
| Kouassidougou      | Koulango          |
| Tiewouledougou     | ?                 |
| Kieti              | Agnis et koulango |
| Gbangbo            | Agnis et koulango |
| Madam              | Koulango          |
| Amono              | Agnis et koulango |
| Kassoumdougou      | Koulango          |
| Sandegue           | Koulango          |